# 대산항

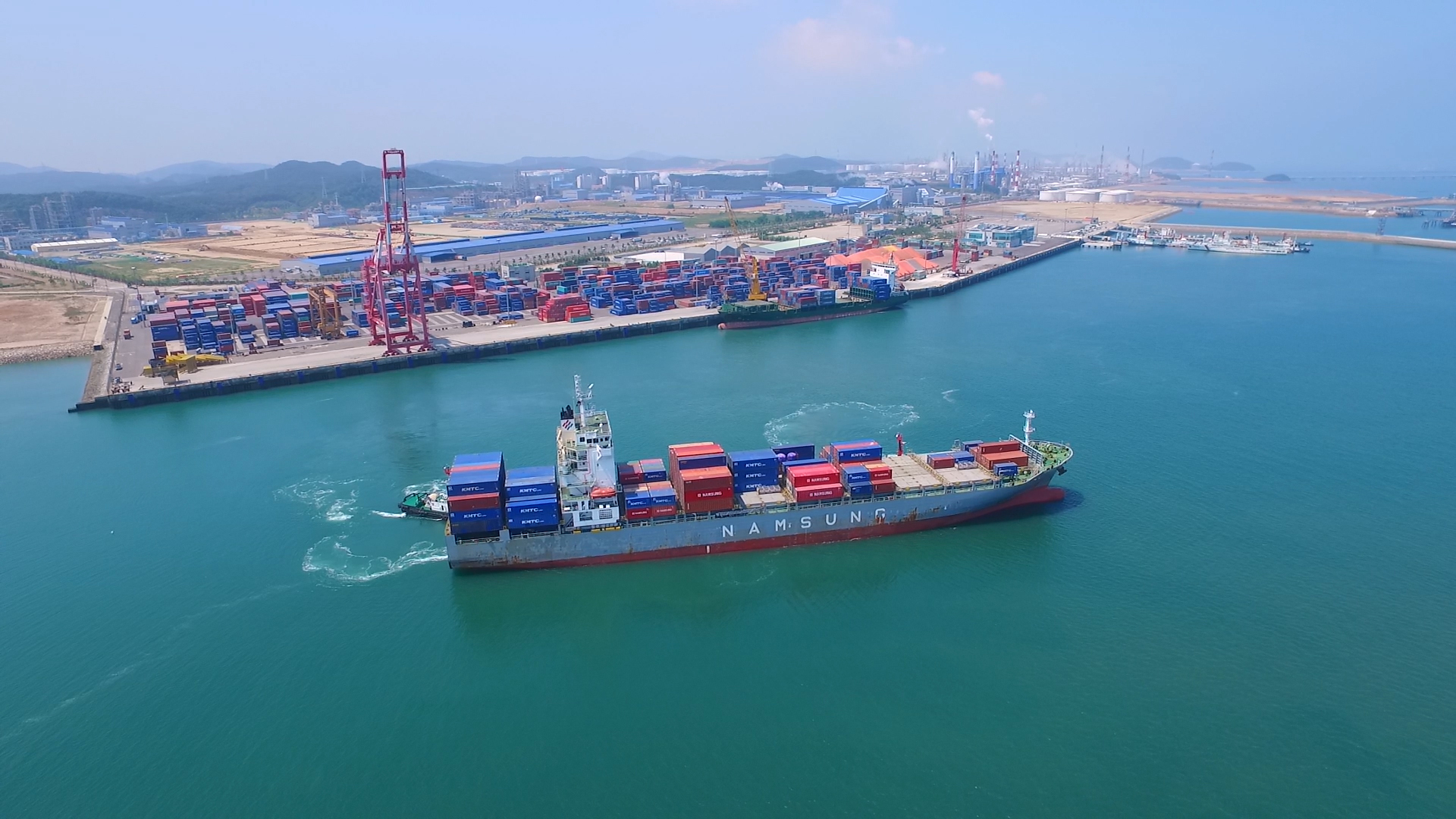
대산항 전경

대산항(大山港)은 충청남도 서산시 대산읍 대죽리에 있는 무역항이다. 1991년 10월 14일 무역항으로 지정된 이래 현대오일뱅크(주), 한화토탈(주) 등 석유화학기업의 항만시설을 중심으로 운영되었으며, 2006년 12월 충청권 최초의 공용부두(2만DWT급 1선석)가 준공되고 이후 2011년 8월 국가부두 3선석(잡화2, 컨테이너1)이 추가 준공되었다. 현재 총 31선석(국가4, 민간27)이 운영되고 있으며, 충청권 최초의 국제관문인 대산항 국제여객터미널 건립으로 여객과 물류를 동시에 처리할 수 있는 항만으로 성장하였다.

## 입지 특성
- 세계 3대 경제권인 동북아 경제권의 급부상으로 수출입 물동량의 급속한 증가
- 중국 주요항만과 최단거리에 위치한 대중국 교역의 최적항
- 석유화학, 자동차, 전자부품단지 등 산업인프라 구축
- 깊은 수심으로 대형선박 접안 가능
- 짧은 진입 항로로 신속하고 안전한 접안 가능

## 화물 처리량
대산항은 2016년 기준 전국 31개 무역항 대비 전체화물 6위, 유류화물은 3위를 기록하는 등 대산항의 화물 처리량은 전국에서 수위권에 꼽히고 있다. 특히 대산항에 국가부두가 준공된 이후, 컨테이너 정기항로가 지속적으로 개설되어 2007년 8,388TEU에 불과하던 물동량이 9년간 13.3배 증가하여 2016년 112,473TEU를 처리하였다.
| 구분        | 2016년  | 2015년  | 2014년 | 2013년 | 2012년 | 2011년 | 2010년 | 2009년 | 2008년 | 2007년 |
| ----------- | ------- | ------- | ------ | ------ | ------ | ------ | ------ | ------ | ------ | ------ |
| 물동량(TEU) | 112,473 | 104,636 | 81,678 | 63,739 | 62,681 | 54,591 | 45,233 | 29,031 | 9,278  | 8,388  |

## 대산항 국제여객터미널

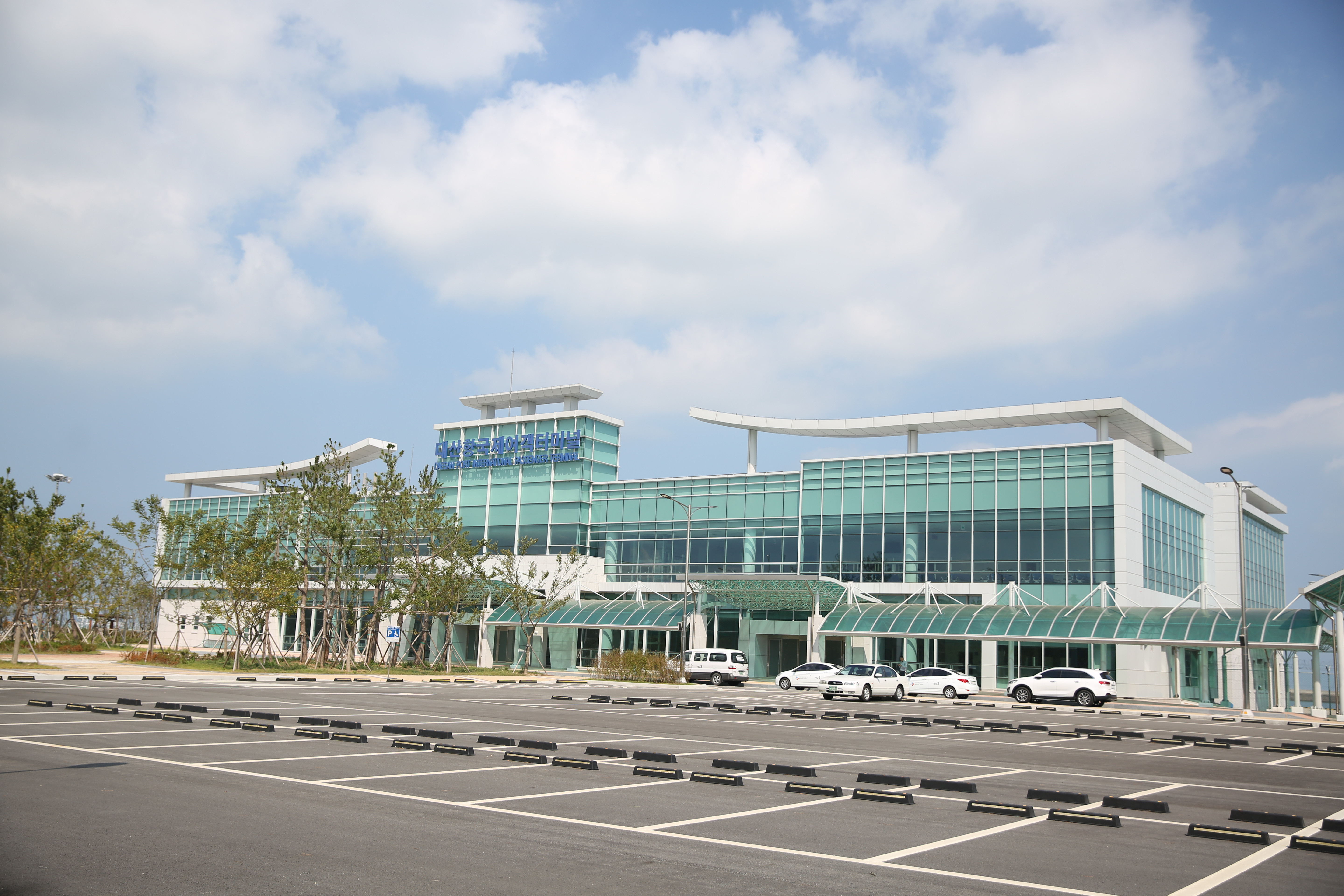
대산항 국제여객터미널

대산항은 서해안 항만중에서도 깊은 수심으로 대형선박 접안이 가능할 뿐만 아니라, 중국과의 최단거리(339km)라는 우수한 지리적 여건을 갖추고 있다. 2010년 11월 제18차 한중해운회담에서 서산시 대산항과 중국 룽청시 룽옌강 간 정기항로개설이 확정됨에 따라, 2014년 2월부터 2016년 5월까지 총 344억원을 들여 국가부두 1부두에 대산항 국제여객부두 및 터미널이 건립되었다. 충청권 유일한 국제여객 기반시설이 갖춰지게 되었다.

### 대산항 국제여객선 정기항로개설 추진 개요
- 항로 : 서산시 대산항 ⇔ 룽청시 룽옌강(중국 산둥성 영성시 용안항)
- 거리/항차 : 한중 최단거리 339km / 국제여객선 주 3항차
- 운항 : 2만5천톤급 / 여객 642명 / '컨' 280TEU 예정
- 시설 : 국제여객터미널 1동(2층, 7,463m2), 여객부두 1식
- 사업비 : 총 34,426백만원
- 사업주체 : 한성카페리 주식회사

## 같이 보기
- 대산항해상교통관제센터